# 大象牙膏
大象牙膏（英语：Elephant toothpaste）是一个化学实验，因实验中过氧化氢快速分解所产生大量气泡而得名。这个实验需要的原料较少，而产生的效果却和火山喷发一样壮观，故常用于课堂演示中。

## 实验过程与现象
首先将浓过氧化氢溶液（一般为30%~35%，俗称双氧水）与洗碗精混合，然后加入催化剂（一般用碘化钾）来使过氧化氢快速分解。受到催化劑的催化，过氧化氢會快速分解，产生大量的氧气。這些氧氣會极快地冲出容器，然后被洗碗精包裹住产生气泡，并聚集成为泡沫喷涌而出。如果事先在催化剂溶液中加入一些色素，产生的泡沫就是彩色的。

## 化学解释
这个实验證明过氧化氢（H2O2）可以被催化分解，产物是水与氧气。过氧化氢在一般情况下也可以分解成水和氧气，但是反应速度极慢，甚至于观测不到。在加入催化剂（一般在大象牙膏实验中为碘化钾）后会加速反应生成大量氧气：
2H2O2 → 2H2O(l) + O2(g)
此反应中碘化钾充当了催化剂：它的总量并没有减少，且加速了反应的进行。碘离子将反应机理改变为：
| H2O2  | + | I−  | → | H2O     | + | IO−   |   |    |                    |
| H2O2  | + | IO− | → | H2O     | + | O2    | + | I− |                    |
|       |   |     |   |         |   |       |   |    |                    |
| 2H2O2 |   |     | → | 2H2O(l) | + | O2(g) |   |    | ΔrH° = −196 kJ/mol |
这个反应是放热反应，所以产生的气泡是热的。另外，使用二氧化锰、氧化铜等也可以作为催化剂加快反应速率，但固体催化剂与液相的接触面积可能不如液体催化剂大。

## 其他版本
一种可供孩子尝试的更安全的版本是，改用危害更小且更易获取的稀过氧化氢（3%至6%）来反应，并以酿酒酵母粉催化。这样做的话，虽然仍会有泡沫产生，但速度更缓慢，泡沫喷出的力度也更小。
若不用过氧化氢，也可以选用氯化铝饱和溶液与含洗洁精的饱和碳酸氢钠溶液来反应，这样产生的泡沫为二氧化碳：
{\displaystyle Al^{3+}+3HCO_{3}^{-}=Al(OH)_{3}\downarrow +3CO_{2}\uparrow }